# Азартні ігри в Південній Африці
Азартні ігри в Південній Африці були суттєво обмеженими з 1673 року. Закон ПАР про азартні ігри 1965 року офіційно забороняв усі форми азартних ігор, крім ставок на кінні перегони, які діяли спорт. Регулюванням азартних ігор в країні займається державна комісія англ. South African National Gambling Board (NGB).

## Історія
В кінці 1970-х казино в країні почало працювати в бантустанах (номінально незалежних областях, так званих родинних регіонах): Бопутатсвана, Кіскей, Транскей і Венда. Там жили лише південні африканці, і більшість громадян не могли отримати доступ до цих ігрових закладів. До 1995 року в країні працювало 2000 нелегальних казино. 1994 року, коли до влади прийшов новий демократичний уряд, усі форми азартних ігор було легалізовано. 1996 року новий закон про азартні ігри запровадив систему ліцензування казино та єдину національну лотерею. Кінні перегони також були оголошені азартною грою.
Національний закон про азартні ігри 1996 р. передбачав положення щодо регулювання азартних ігор та просування єдиних норм та стандартів у всій країні. Він дав визначення поняттям азартних ігор, описав порядок видачі ліцензій для 40 азартних ігор тощо. Він також запровадив Національну раду з азартних ігор — організацію, відповідальну за нагляд та регулювання гральної галузі. Ця зміна законодавства дозволила появу легальних казино, національної лотереї та інших форм ігор.
2004 року інший Закон про азартні ігри скасував Закон 1996 року. А 2008 року було прийнято Закон про внесення змін до азартних ігор.
Під час пандемії COVID-19 всі казино країни було закрито на карантин, що суттєво знизило прибутки галузі. В липні-серпні 2020-го закладам сфери азартних ігор було дозволено працювати з 50%-ю наповненістю та дотриманням соціального дистанціювання. Разом з цим, було дозволено поїздки між провінціями країни, а також продаж алкоголю та тютюнових виробів у казино.
З осені 2020 року онлай-казино в ПАР було визнано поза законом, єдиним легальним видом онлайнових азартних ігор є спортивні ставки.

## Південноафриканський Ринок Азартних Ігор: Економічний Ріст та Відповідальність

#### Азартні Ігри як Частина Культури Південної Африки
Азартні ігри в Південній Африці стали значною частиною культурного та соціального життя. З різноманітністю казино, лотерей та інших форм гемблінгу, ця діяльність приваблює широке коло учасників, від місцевих жителів до туристів. Легалізація азартних ігор у 1990-х роках відкрила двері для розвитку цієї індустрії, забезпечивши економічний ріст та нові можливості для розваг. Для тих, хто шукає надійного та ліцензованого букмекера, PariPesa пропонує широкий спектр опцій ставок і ігор, відповідаючи найвищим стандартам безпеки та чесності.

#### Вплив Азартних Ігор на Економіку Південної Африки
Економічний вплив азартних ігор у Південній Африці не можна недооцінювати. Ця індустрія сприяє зростанню економіки, створюючи робочі місця та забезпечуючи значні доходи до державного бюджету. Однак, поряд з економічними перевагами, важливо звернути увагу на соціальні аспекти, такі як ризик залежності від азартних ігор та його вплив на вразливі групи населення. Уряд Південної Африки та компанії, подібні до PariPesa, активно працюють над просвітницькими програмами та ініціативами зі свідомого гемблінгу, прагнучи забезпечити відповідальне та безпечне середовище для азартних ігор.

## Поширення
За даними дослідження 2006 року, найпопулярнішими формами азартних ігор в ПАР були Національна лотерея (96,9 %), ігрові автомати (27,7 %), скретч-карти (22,7 %), благодійні змагання з джекпотів (11,6 %) та скачки на конях ставки (11,5 %). 8,3 % респондентів сказали, що ніколи не грали в азартні ігри, а ще 5,5 % характеризували себе як випадкові гравці, які не мають регулярних форм азартних ігор.
У фінансовому 2006/2007 році ліцензований валовий дохід від азартних ігор, згідно з моніторингом Національної ради з азартних ігор, становив 13,52 млрд рандів, порівняно з 11,4 млрд рандів попереднього року. 86,2 % цього доходу отримано в казино. За той самий період Рада повідомила про 455 рейдів та закриттів незаконних азартних ігор.